# Кубанская организация Повстанческая Армия
Кубанская Организация Повстанческая Армия (КоПА) – повстанческая организация, существовавшая на Кубани в 1921-1950 годах.

## До 1921
Первое казачье восстание правобережных линейных кубанских станиц произошло во время празднования Троицы 12 июня 1918 года. Руководил восстанием казачий командир 2-го Уманского полка - полковник И.Н. Агрызков. Отряд формировался в Хоперской лесной даче около станицы Николаевское. Однако, местный житель, которого упоминают как Януш, узнал о планах казаков и сообщил красным. Казачий полк, численностью 1200-1300 человек, включал казаков из различных станиц. Они направились в Невинку, где их встретил сильный огонь красных с пулеметами и артиллерией, в то время как у казаков были лишь нагайки. Казаки были вынуждены разбиться по лесам, а остатки отряда скрылись в горах. Полковник Агрызков был вынужден скрыться после потери командования.
Красные жестоко расправились с казаками, убивая их вместе с офицерами. Некоторые казачьи лидеры были убиты, а целое станичное офицерство было уничтожено. Около сотни казаков и офицеров было убито, а выжившим пришлось пройти сквозь ужасные пытки. После этой кровавой расправы казаки организованно приступили к формированию нового отряда.
Второе восстание в июле 1918 года возглавил есаул А.К. Арканников. Многие станицы правобережной Кубани вступили в борьбу, но красные с большими воинскими частями подавили восстание. Казаки не сдались полностью и продолжали сопротивляться, но недостаток оружия и отсутствие командиров привели их к поражению. Остатки повстанческого отряда бродили по Кубани, но в конце концов рассеялись в лесах возле хутора Надзорного в августе 1921 года. После обещания амнистии большевиками, казаки сдались, но они были обмануты. Руководителя восстания А.А. Арканникова расстреляли, многих казаков посадили в тюрьмы. Казаки продолжали подвергаться репрессиям и казням со стороны большевиков.
Большевики применяли массовые аресты и казни, включая расстрелы на публичных площадях. В период коллективизации большевики продолжали аресты и расстрелы казаков, чтобы поддерживать станицу в состоянии постоянного страха. Некоторые выжившие казаки пытались организовать новые казачьи отряды, чтобы бороться против большевиков в дальнейшем.

## После 1921
В 1921 году на Северном Кавказе разразилась волнующая эпопея борьбы казачества против большевистской власти. После неудачи кубанского десанта казачьего генерала Улагая и Добровольческой Армии не шло и речи о продолжении активной антибольшевистской борьбы казаков на Северном Кавказе. Но в действительности всё оказалось иначе. Казаки не теряли надежды выйти победителями в борьбе с большевизмом. За кулисами, в горных пейзажах и дебрях, продолжалось сопротивление в виде рассеянных групп повстанцев. Эти группы, будучи разнородными, оперировали в различных районах, как например, отряды полковников Абрамова и Васильева в Баталпашинском районе и Лабинском отделе.
Также, не стоит забывать и об усилиях полковника Серебрякова на Тереке, который возглавлял борьбу в этом регионе. 
Сама организация повстанческого движения была значительно лучше структурирована, чем в прошлые периоды. Повстанцы создали целый комплекс отделов в своем штабе, такие как оперативный, мобилизационный, санитарный и другие, что придало их борьбе более организованный характер.
Несмотря на небольшое количество повстанцев, они продемонстрировали силу и упорство в нескольких битвах, включая стычку под Пятигорском, где несколько отрядов выстояли в бою против большевиков, несмотря на их численное превосходство.
Осенью 1921 года сцена сопротивления переместилась на Кубань. Мощные полки и батальоны вступили в бой, но, вследствие численного перевеса, повстанцы вынуждены были отступить. В середине октября, после нескольких месяцев борьбы, "Кубанская Повстанческая Армия" прекратила своё существование. Лидеры восстания были либо убиты, либо арестованы. Все последующие попытки организовать сопротивление на Кубани закончились неудачей, что привело к жестоким репрессиям, включая расстрел мирных жителей станицы Динской.

## История

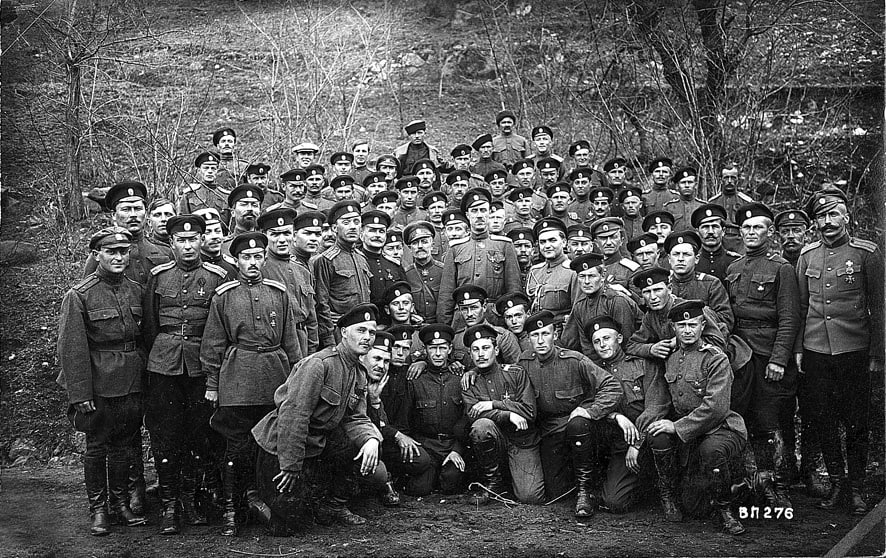
Участники повстанческого движения на Кубани

В июне 1921 года в Кубанской области начала формироваться Кубанская повстанческая армия (КоПА). Эта армия была создана вольными казаками, и их главной целью было борьба за родную землю, казачью свободу и православную Веру. В июне месяце каждого года вольные кубанские казаки вспоминали героев-партизан, которые сражались за эти ценности.
Ситуация для большевиков на территории Кубано-Черноморской области в летом 1921 года была крайне неблагоприятной. Отдельные отряды казаков, в основном выходцы из разгромленных частей армии Кубанской народной республики, объединились в Кубанскую повстанческую армию под руководством генерала Пржевальского. Эта армия, насчитывавшая более 4,000 казаков с штыками и саблями, а также шести полками, поставила перед собой задачу захватить Екатеринодар и организовать восстание в регионе с целью освобождения Кубани.
Командующим армией был назначен генерал-лейтенант А.М. Марченко согласно приказу Кубанского повстанческого правительства. Первые отряды были сформированы из повстанческих частей Катеринодарского отдела, включая несколько сотен сабель и штыков при наличии нескольких пулеметов. Эти отряды были под командованием различных лидеров, включая сотника Захарченко, полковника Алексеева, есаула Самуся, сотника Криворучко, сотника Чечубаба, Соколова и Казбека.
В период с 1921 по 1930-е годы Кубанская повстанческая армия уничтожила тысячи солдат РККА, милиции и сторонников большевиков. Последней значительной операцией КоПА было восстание в Тихорецкой станице в ноябре 1932 года. Последним повстанцем в период с 1921 по 1932 год считается Микола Сколик, который продолжал сопротивляться советской власти до прихода нацистов в 1942 году.

После ликвидации основных сил повстанцев в 1932 году, КоПА прекратила свою деятельность. Однако уже в октябре 1942 года она восстановила свою деятельность и продолжила действовать до 1950 года. Важным событием было освобождение более 200 пленников 9 мая 1945 года на перевале Гойтх в результате успешной засады, организованной казаками КоПА.
Один из бывших казацких добровольцев убил полковника МГБ в 1952 году. Главной целью повстанцев было разрушение инфраструктуры советской власти, а также недопущение организации колхозов. Они проводили теракты на железнодорожных путях и в производствах, нападали на небольшие гарнизоны РККА.
Повстанцы были мастерами тактики маскировки, маскируясь под мирных жителей и располагая разветвленной сетью укрытий. Их действия мелкими группами делали их практически неуловимыми. По архивным данным, в партизанском движении на Кубани в период с 1920-1950 годов участвовало более 50 тысяч человек.
Последним повстанцем в период с 1942 по 1950 годы был В.Зикун, который был схвачен и расстрелян в декабре 1952 года в станице Азовской.